# Campeonato Piauiense de Futebol de 1973
O Campeonato Piauiense de Futebol de 1973 foi o 33º campeonato de futebol do Piauí. A competição foi organizada pela Federação Piauiense de Desportos e o campeão foi o Ríver.

## Premiação
| Campeonato Piauiense de Futebol de 1973 |
| --------------------------------------- |
| RÍVER Campeão (15º título)              |